# 施泰因巴赫河
47°50′31″N 11°48′36″E / 47.841966°N 11.809995°E

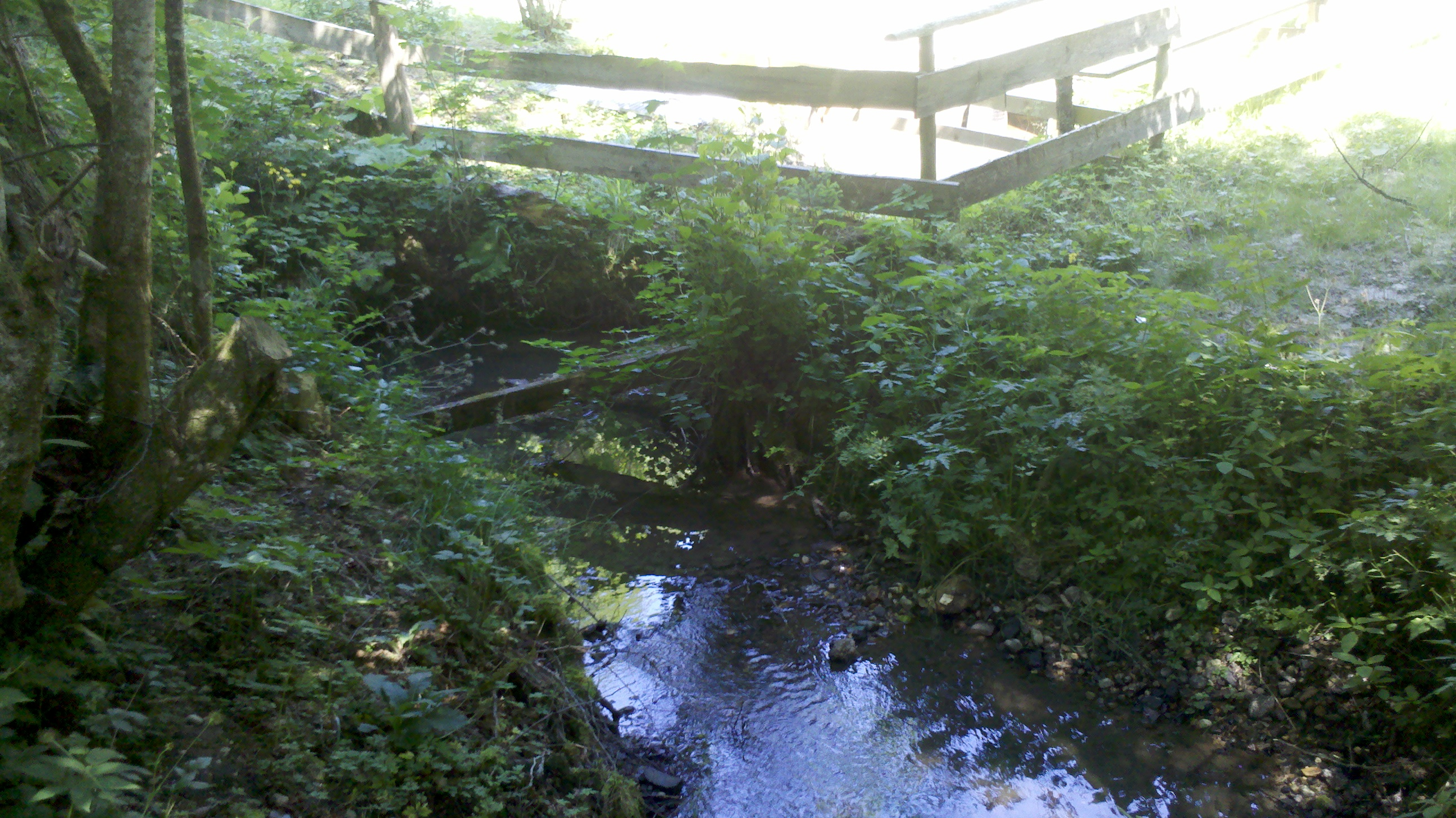
施泰因巴赫河

施泰因巴赫河（德語：Steinbach），是德國的河流，位於該國東南部，由巴伐利亞負責管轄，屬於芒法爾河的左支流，河道全長約7公里，發源自瓦恩高附近。